# Anglona
Anglona es una región histórica de la isla de Cerdeña.

## Historia
Hacia mediados del siglo XIX, la región tenía contabilizada una población de 12 000 habitantes. Aparece descrita en el primer tomo del Novísimo diccionario geográfico, histórico, pintoresco universal (1863) con las siguientes palabras:

ANGLONA, uno de los departamentos de la isla de Cerdeña. Linda al N. con el mar Adriático, al E. con el departamento de Caquina, al S. con el de Montacuto y al O. con la baronia de Osilo. Es una de las tierras mas fértiles de la isla, cuya estension se calcula en 150 millas enadradas. Pob. 12,000 hab. Cria mucho ganado y tiene escelentes prados.